# Henrik Fredholm
Johan Henrik Gotthard Fredholm (i riksdagen kallad Fredholm i Stockholm), född 8 juli 1838 i Stockholm, död 11 juli 1904 i Stockholm, ingenjör, svensk politiker (liberal). 
Henrik Fredholm var riksdagsledamot 1885–1887 samt 1891–1904 för Stockholms stads valkrets i andra kammaren. Åren 1891–1892 tillhörde han den så kallade stockholmsbänkens partigrupp, 1893–1896 var han partilös vilde, 1897–1899 tillhörde han den så kallade Friesenska diskussionsklubben och därefter Liberala samlingspartiet. I riksdagen var han bland annat vice ordförande i särskilda utskottet under 1899 samt vice ordförande i bevillningsutskottet 1900–1902. Han var bland annat engagerad i näringspolitik och tullfrågor. Han var också starkt drivande för frågor som rörde införandet av offentlig upphandling i Sverige, och den som låg bakom 1893 års kungörelse om offentlig upphandling. Fredholm är begravd på Norra begravningsplatsen utanför Stockholm.